# فرانسيسكو غارسيا هيرنانديز
فرانسيسكو غارسيا هيرنانديز (بالإسبانية: Francisco García Hernández)‏ مواليد 8 يوليو 1954 في مدريد، هو لاعب كرة قدم إسباني دولي سابق كان يلعب كلاعب وسط.

## مرحلة الشباب

### أندية لعب لها
- ريال مدريد

## المسيرة الاحترافية

### أندية لعب لها
- ريال مدريد كاستيا
- ريال مدريد
- نادي كاستييون